# FK Tukums 2000
FK Tukums 2000 is een Letse voetbalclub uit Tukums, een stad in het westen van het land. Het Tukuma pilsētas stadions is de thuisbasis. De traditionele kleur is groen.

## Geschiedenis
De club werd in 2000 opgericht en was tot 2007 enkel een jeugdacademie (Tukums Soccer Skola, TSS). Toen begon Tukums ook met een seniorenteam dat van start ging in de 1. līga. In 2019 werd Tukums kampioen en promoveerde voor het eerst naar de Virslīga. Na een jaar degradeerde men weer.

## Eindklasseringen
| 12 |

| 12 |

| 10 |

| 10 |

| 11 |

| 13 |

| 11 |

| 7 |

| 7 |

| 6 |

| 5 |

| 3 |

| 1 |

| 10 |

| 2 |

| 6 |

| 8 |

| Virslīga | 1. līga |

## Bekende (oud-)spelers
- Kristaps Blanks (jeugd)
- Ritvars Rugins (jeugd)